# 7 avril
Pour les articles homonymes, voir Sept-Avril.
7 mars 7 mai
Chronologies thématiques
- Croisades
- Ferroviaires
- Sports
- Disney
- Anarchisme
- Catholicisme

Abréviations / Voir aussi
- (° 1852) = né en 1852
- († 1885) = mort en 1885
- a.s. = calendrier julien
- n.s. = calendrier grégorien
- Calendrier
- Calendrier perpétuel
- Liste de calendriers
- Naissances du jour

Le 7 avril est le 97e jour, moins souvent le 98e, de l'année du calendrier grégorien ; il en reste ensuite 268.
Son équivalent était généralement le 18e jour du mois de germinal dans le calendrier républicain / révolutionnaire français, officiellement dénommé jour de la ciguë (plante aux multiples autres noms).

## Événements

### Iersiècle
- 30 environ (entre 26 et 34 peut-être), correspondant dans le calendrier hébreu au vendredi 15 nissan alors en période de la fête de Pessa'h : l'une des dates les plus souvent avancées pour les interrogatoires, la condamnation à mort, la flagellation et la crucifixion de Jésus-Christ ci-après.

### Vesiècle
- 451 : pillage de Metz par le chef hun Attila et ses hordes.

### VIesiècle
- 529 : publication du Code Justinien (Codex Justinianus) réformant l’administration (529-534). La réforme est menée par le préfet du prétoire Jean de Cappadoce pour lutter contre la corruption des fonctionnaires.

### VIIesiècle
- 611 : le roi maya Uneh Chan de Calakmul met à sac la cité rivale de Palenque.

### XIVesiècle
- 1364 : prise de Mantes par Bertrand du Guesclin.

### XVIesiècle
- 1509 : déclaration de guerre à la république de Venise par la France.

### XVIIIesiècle
- 1782 : le général Chakri est couronné roi de Thaïlande sous le nom de Rama Ier.
- 1794 : deuxième bataille de Challans, pendant la guerre de Vendée.
- 1796 : bataille de Locminé, pendant la Chouannerie.

### XIXesiècle
- 1862 :
  - fin de la bataille de Shiloh ;
  - abolition de la traite des Noirs par les États-Unis et le Royaume-Uni[1].

### XXesiècle
- 1901 : répression d'une manifestation, en Suisse, contre l'extradition d'un anarchiste italien ayant été soupçonné d'avoir participé à un attentat contre le roi d'Italie Umberto Ier le 29 juillet 1900.
- 1917 : déclaration de guerre de Cuba à l'empire allemand.
- 1919 : mise en place de la République des conseils de Bavière.
- 1921 : Charles de Gaulle épouse Yvonne Vendroux.
- 1939 : occupation de l'Albanie par l'armée italienne.
- 1945 : le cuirassé Yamato, fleuron de la flotte japonaise, est coulé par la marine américaine.
- 1947 : massacre de civils marocains de la classe ouvrière à Casablanca commis par des tirailleurs sénégalais au service de l'Empire colonial français.
- 1966 : en Espagne, à la suite de la collision entre un Boeing B-52 américain et son avion de ravitaillement (huit morts), le 17 janvier 1966 ; l'avion perd quatre bombes à hydrogène dans les eaux de la Méditerranée, trois sont récupérées rapidement, la quatrième n'est récupérée que le 7 avril.
- 1977 : assassinat du procureur général fédéral Siegfried Buback à Karlsruhe par des terroristes de la Fraction armée rouge.
- 1993 : loi organique fixant les règles d'organisation et de fonctionnement du Conseil constitutionnel de Djibouti.
- 1994 : début du génocide au Rwanda.

### XXIesiècle
- 2002 : Abel Pacheco est élu président du Costa Rica.
- 2003 : l'armée américaine prend la ville de Bagdad, le gouvernement irakien tombe deux jours plus tard.
- 2010 : la révolution kirghize de 2010 entraîne la chute du président Kourmanbek Bakiev et de son gouvernement.
- 2013 : Filip Vujanović est réélu président de la République du Monténégro.
- 2014 : le libéral Philippe Couillard devient Premier ministre désigné du Québec, à la suite de la victoire de son parti à l’élection générale anticipée.
- 2017 : les États-Unis bombardent la base aérienne d'Al-Chaayrate en représailles de l'attaque chimique de Khan Cheikhoun, le 4 avril en Syrie.
- 2018 : attaque chimique de Douma, pendant la guerre civile syrienne.
- 2019 : des élections législatives ont lieu afin de renouveler les 28 députés du Conseil général de la principauté de l'Andorre, où le parti des Démocrates pour Andorre perd sa majorité absolue des sièges malgré son maintien en tête des suffrages.
- 2020 : des élections législatives ont lieu afin de renouveler 44 des 46 membres de l'assemblée Maneaba ni Maungatabu des îles Kiribati[2].
- 2022 : adoption de la résolution ES-11/3 par l'Assemblée générale des Nations unies qui suspend l'appartenance de la Russie au Conseil des droits de l'homme de l'organisation à la suite du massacre de Boutcha.

## Arts, culture et religion
- Entre 27 et 33 peut-être : voir(e) l'an 30 ci-avant puis en décès ci-après et commémorations (judéo-)chrétiennes des semaines saintes dont les vendredis saints et fête(s) de Pâques.Le Grand Théâtre de Bordeaux
- 1780 :

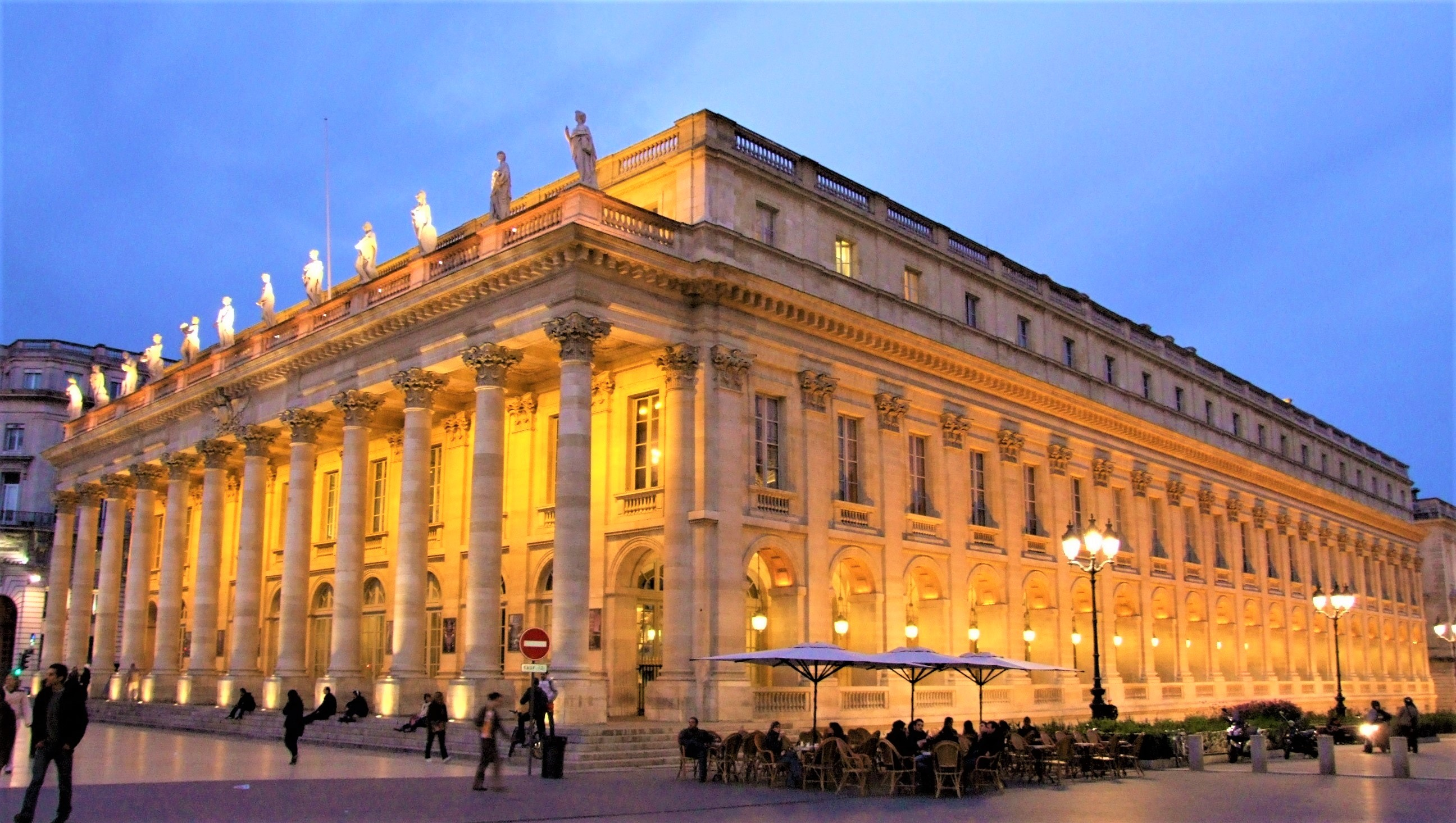
Le Grand Théâtre de Bordeaux

  - le Grand Théâtre de Bordeaux est inauguré avec la pièce Athalie de Racine ;
  - première du Concerto pour piano no 24 en ut mineur, K. 491 de Mozart au Burgtheater de Vienne.
- 1930 : Antoine de Saint-Exupéry est fait chevalier de la Légion d'honneur au titre de l'aéronautique civile.
- 2013 : première diffusion à la télévision de l'anime L'Attaque des Titans.

## Sciences et techniques
- 1348 : fondation de l'université Charles de Prague.
- 1795 :
  - adoption en France du système métrique après un rapport de Claude-Antoine Prieur-Duvernois, prieur de la Côte-d'Or ;
  - abolition en France du temps décimal, qui avait été créé par le décret du 4 frimaire de l’an II (24 novembre 1793).
- 1969 : publication de la première RFC ; date symbolique de naissance de l'Internet.
- 2010 : 
  - Bertrand Piccard effectue le vol inaugural de l'avion solaire Solar Impulse ;
  - quatre femmes intègrent pour la première fois en même temps la Station spatiale internationale[3].
- 2014 : publication de la faille de sécurité informatique critique Heartbleed qui affecte la bibliothèque informatique OpenSSL.
- 2025 : l'entreprise américaine Colossal Biosciences annonce la naissance de Romulus, Remus et Khaleesi, trois loups gris génétiquement modifiés pour exprimer des caractéristiques de l'espèce disparue Aenocyon dirus[4].

## Économie et société
- 1573 : Savinien I de Cyrano devient « conseiller [des] Roi, maison et couronne de France ».
- 1897 : premier transport public automobile entre Courbevoie et Colombes au nord-ouest extra-muros de Paris.
- 1906 : éruption du Vésuve détruisant la commune d'Ottaviano.
- 1948 : fondation de l'Organisation mondiale de la santé.
- 1966 : au terme de 80 jours de recherches actives, la bombe H perdue par l'US Air Force le 17 janvier au large de l'Espagne est retrouvée par 840 mètres de fond.Un Boeing 747-200 d'Air France

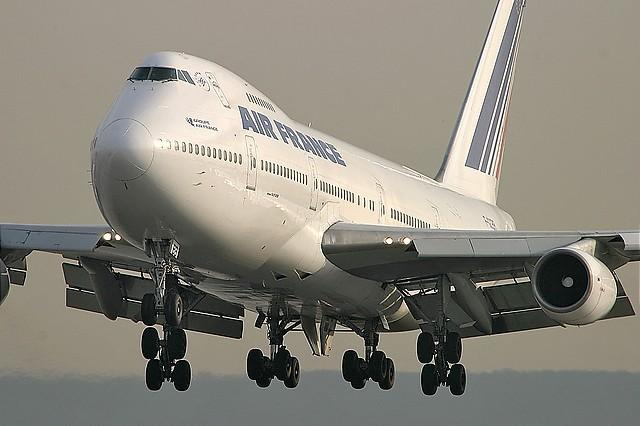
Un Boeing 747-200 d'Air France

- 1970 : première livraison de Boeing 747 à Air France.
- 1989 : incendie à bord du sous-marin nucléaire russe Komsomolets.
- 2014 : de fortes crues causées par le cyclone Ita provoquent la mort d’une vingtaine de personnes dans les Îles Salomon.
- 2017 : un attentat entraîne plusieurs morts dans le centre-ville de Stockholm en Suède.

## Naissances

### XVIesiècle
- 1506 : François Xavier, clerc espagnol (navarrais et basque) cofondateur à Montmartre près de Paris de la Compagnie de Jésus, missionnaire jésuite martyrisé en Chine puis canonisé († 3 décembre 1552, date retenue pour sa fête patronale de saint).Puissance miraculeuse de saint François Xavier (peinture de Jacques-Émile Lafon de 1859 en l'église Saint-Sulpice de Paris)

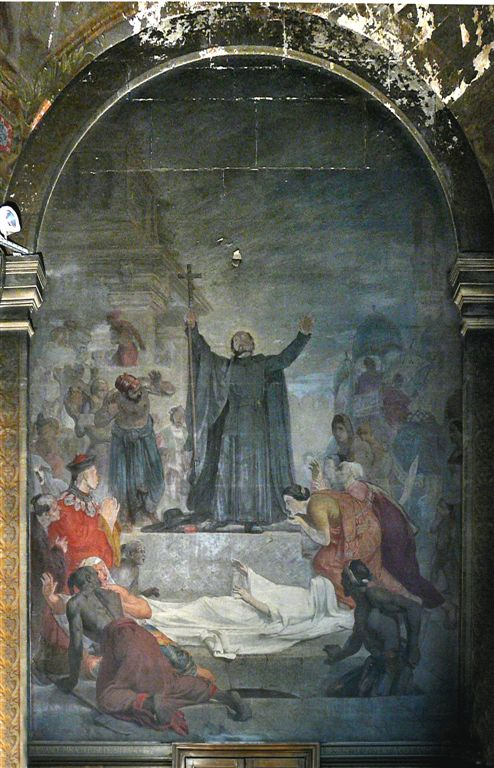
Puissance miraculeuse de saint François Xavier (peinture de Jacques-Émile Lafon de 1859 en l'église Saint-Sulpice de Paris)

### XVIIesiècle
- 1613 : Gérard Dou, peintre néerlandais († 9 février 1675).
- 1652 : Clément XII (Lorenzo Corsini dit), 246e pape, en fonction de 1730 à 1740 († 6 février 1740).
- 1677 : Alexander Tilemann von Heespen, juriste danois († 26 décembre 1738).

### XVIIIesiècle
- 1727 : Michel Adanson, botaniste français († 3 août 1806).
- 1770 : William Wordsworth, poète britannique († 23 avril 1850).
- 1772 : Charles Fourier, penseur et économiste français († 10 octobre 1837).
- 1797 : Pierre Leroux, éditeur, philosophe et homme politique français († 12 avril 1871).

### XIXesiècle
- 1844 : Paschal Grousset, journaliste, homme politique et écrivain français († 9 avril 1909).
- 1860 : Will Keith Kellogg, industriel, fondateur de la compagnie Kellogg's en 1906 († 6 octobre 1951).
- 1870 : Gustav Landauer, théoricien anarchiste allemand († 2 mai 1919).
- 1873 : John McGraw, joueur et gérant de baseball professionnel américain († 25 février 1934).
- 1875 : Bianca Piccolomini Clementini, religieuse fondatrice, vénérable italienne († 14 août 1959).
- 1882 : 
  - Kurt von Schleicher, militaire et homme politique allemand († 30 juin 1934).
  - Léon Groc, écrivain et journaliste français († 19 juin 1956).
  - Bronisław Malinowski, anthropologue et ethnologue polonais († 16 mai 1942).
- 1883 : Gino Severini, peintre italien († 26 février 1966).
- 1889 : Gabriela Mistral (Lucila Godoy y Alcayaga dite), poétesse chilienne, prix Nobel de littérature en 1945 († 10 janvier 1957).
- 1891 : Ole Kirk Christiansen, industriel danois, inventeur du jeu Lego († 11 mars 1958).
- 1890 : Victoria Ocampo, écrivaine, traductrice et éditrice argentine († 27 janvier 1979).
- 1893 : 
  - Allen Dulles, diplomate américain († 29 janvier 1969).
  - Everard Endt, skipper américain d'origine néerlandaise, champion olympique (date de décès inconnue).
  - Almada Negreiros, peintre et écrivain portugais († 15 juin 1970).
- 1895 : Albert Jerome « Bert » Wheeler, acteur américain († 18 janvier 1968).
- 1899 : Robert Casadesus, pianiste français († 19 septembre 1972).

### XXesiècle
- 1902 : Kustaa Pihlajamäki, lutteur finlandais, double champion olympique († 10 février 1944).
- 1908 : Percy Faith, chef d’orchestre américain d’origine canadienne († 9 février 1976).
- 1909 : Peter Zaremba, athlète américain, médaillé olympique au lancer du marteau († 17 septembre 1994).
- 1913 : Pierre Le Moign', résistant, compagnon de la Libération († 13 mai 1974).
- 1914 : Ralph Flanagan, chef d’orchestre, pianiste, compositeur et arrangeur américain († 30 décembre 1995).
- 1915 : Billie Holiday (Eleanora Fagan dite), chanteuse américaine († 17 juillet 1959).
- 1916 : Guy Hoffman, acteur et réalisateur québécois d’origine française († 6 mars 1986).
- 1919 :
  - Roger Lemelin, écrivain québécois († 16 mars 1992).
  - Edoardo Mangiarotti, escrimeur italien, multiple champion olympique entre 1936 et 1960 († 25 mai 2012).
  - Jackie Sardou (Jacqueline Labbé dite), actrice française, mère de Michel Sardou († 2 avril 1998).
- 1920 : Robendra « Ravi » Shankar (রবীন্দ্র শঙ্কর চৌধুরী), musicien et compositeur indien († 11 décembre 2012).
- 1922 :
  - Sophie Desmarets, actrice française († 13 février 2012).
  - Mongo Santamaria, chef d'orchestre et percussionniste cubain († 1er février 2003).
  - Annemarie Schimmel, traductrice, écrivaine et professeur d'université allemande († 26 janvier 2003).
- 1924 : Daniel Emilfork, comédien franco-chilien († 17 octobre 2006).
- 1925 : Roger Lécureux, bédéïste français († 31 décembre 1999).
- 1927 : 
  - Pierre Dufresne, acteur québécois († 31 octobre 1984).
  - Babatunde Olatunji, percussionniste nigérian yoruba, inspirateur de Serge Gainsbourg († 6 avril 2003).
  - Leonid Shcherbakov, athlète soviétique spécialiste du triple saut († 19 mai 2004).
- 1928 :
  - James Garner, acteur américain († 19 juillet 2014).
  - Alan Jay Pakula, réalisateur américain († 19 novembre 1998).
- 1929 :
  - Robert « Bob » Denard, militaire et mercenaire français († 13 octobre 2007).
  - Pierre Frag (Pierre Graf dit), acteur français († 26 juin 1986).Jerry Brown
- 1930 :

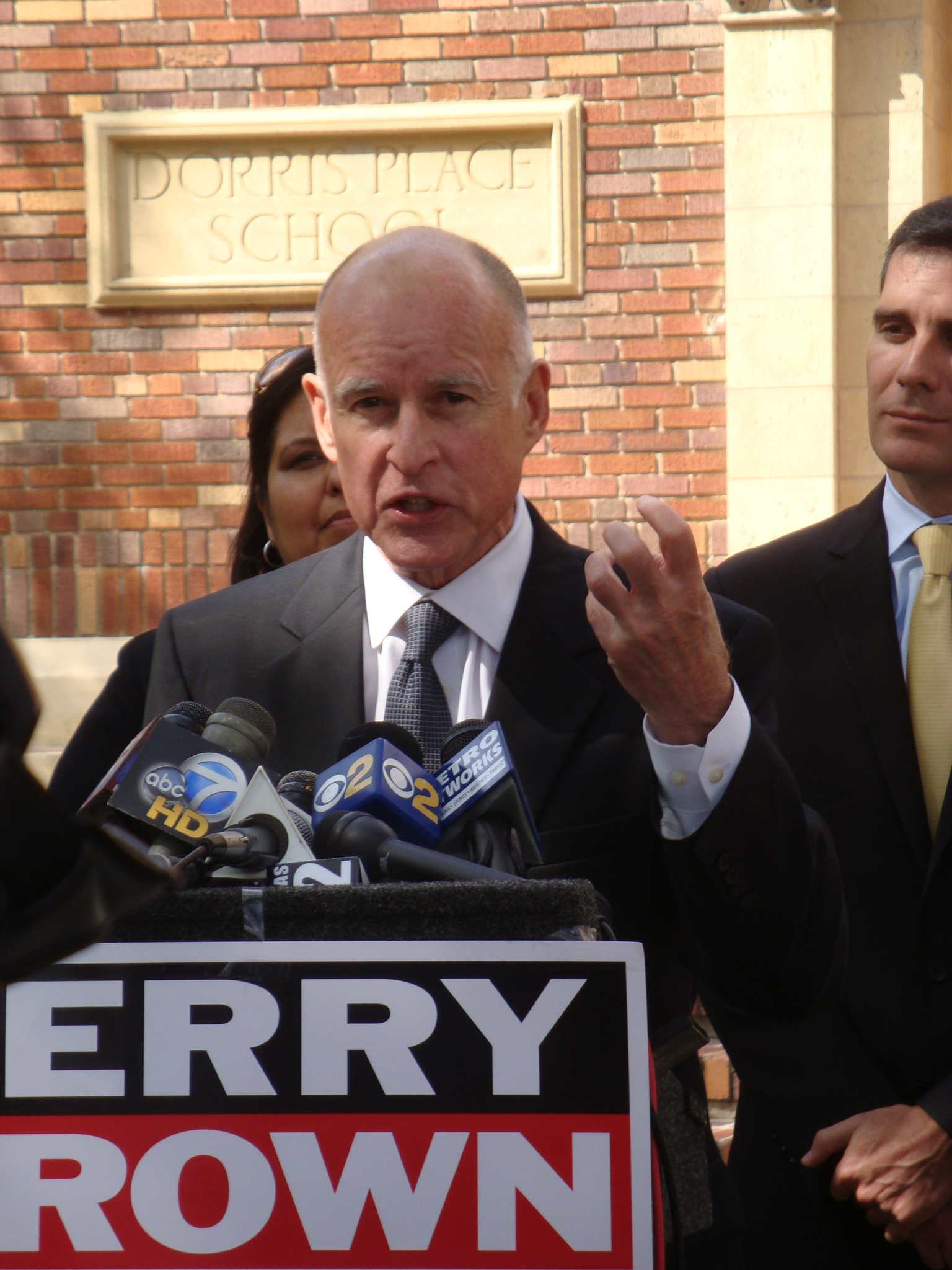
Jerry Brown

  - Vilma Espin, révolutionnaire et femme politique cubaine, épouse de Raúl Castro († 18 juin 2007).
  - Yves Rocher, industriel français de la cosmétique († 26 décembre 2009).
- 1933 : Wayne Rogers, acteur américain († 31 décembre 2015).
- 1935 : Robert Joseph « Bobby » Bare, compositeur, guitariste et chanteur country américain.
- 1936 : Georges Garot, député européen français et mayennais socialiste de 1997 à 2004.
- 1938 :
  - Jerry Brown, gouverneur de Californie (photographie ci-contre). Francis Ford Coppola en 2007

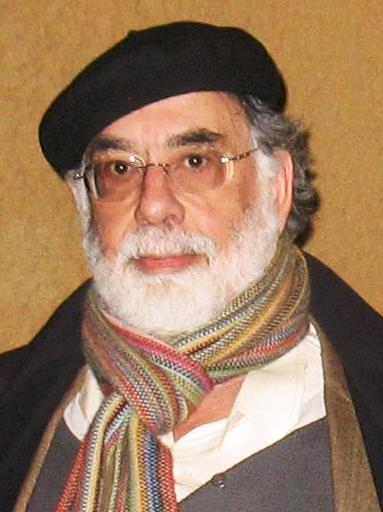
Francis Ford Coppola en 2007

  - Spencer Dryden, musicien américain, batteur de Jefferson Airplane († 11 janvier 2005).
  - Frederick Dewayne « Freddie » Hubbard, trompettiste et compositeur de jazz américain († 29 décembre 2008).
- 1939 :
  - Lino Brocka, réalisateur philippin († 22 mai 1991).
  - Francis Ford Coppola, réalisateur, producteur et scénariste américain (photographie).
  - David Frost, écrivain, journaliste et présentateur de télévision britannique († 31 août 2013).
  - Évelyne Grandjean comédienne et doubleuse vocale française.
- 1940 : Daniel Prévot, mathématicien, spéléologue et lichénologue français († 12 février 2016).
- 1941 : Daniel Toscan du Plantier, réalisateur français († 11 février 2003).
- 1943 :
  - Nicholas Corea, scénariste, producteur de cinéma, réalisateur et compositeur américain († 17 janvier 1999).
  - Ángel Marcos, joueur et entraîneur de football argentin.
- 1944 :
  - François Garnier, évêque catholique français, archevêque de Cambrai depuis 2000 († 15 août 2018).
  - Julia Phillips, productrice de cinéma américaine († 1er janvier 2002).
  - Jean-Pierre Pincemin, peintre français († 17 mai 2005).
  - Gerhard Schröder, homme politique et avocat allemand, chancelier fédéral d'Allemagne de 1998 à 2005 puis homme d'affaires gazières en Russie.
  - Bill Stoneman (William Hambly Stoneman III dit), joueur et gérant de baseball américain.
- 1945 : Joël Robuchon, grand chef cuisinier français († 6 août 2018).
- 1946 :
  - Colette Besson, athlète française († 9 août 2005).
  - Herménégilde Chiasson, poète, auteur dramatique, réalisateur et enseignant universitaire acadien.
  - Stanley « Stan » Winston, maquilleur américain et spécialiste des effets spéciaux au cinéma († 15 juin 2008).
- 1947 : 
  - Florian Schneider (Florian Schneider-Esleben dit), musicien électro allemand cofondateur du groupe pionnier "Kraftwerk" en 1970 († 21 avril 2020).
  - Michèle Torr (Michèle Tort dite), chanteuse française et provençale.

- 1948 : 

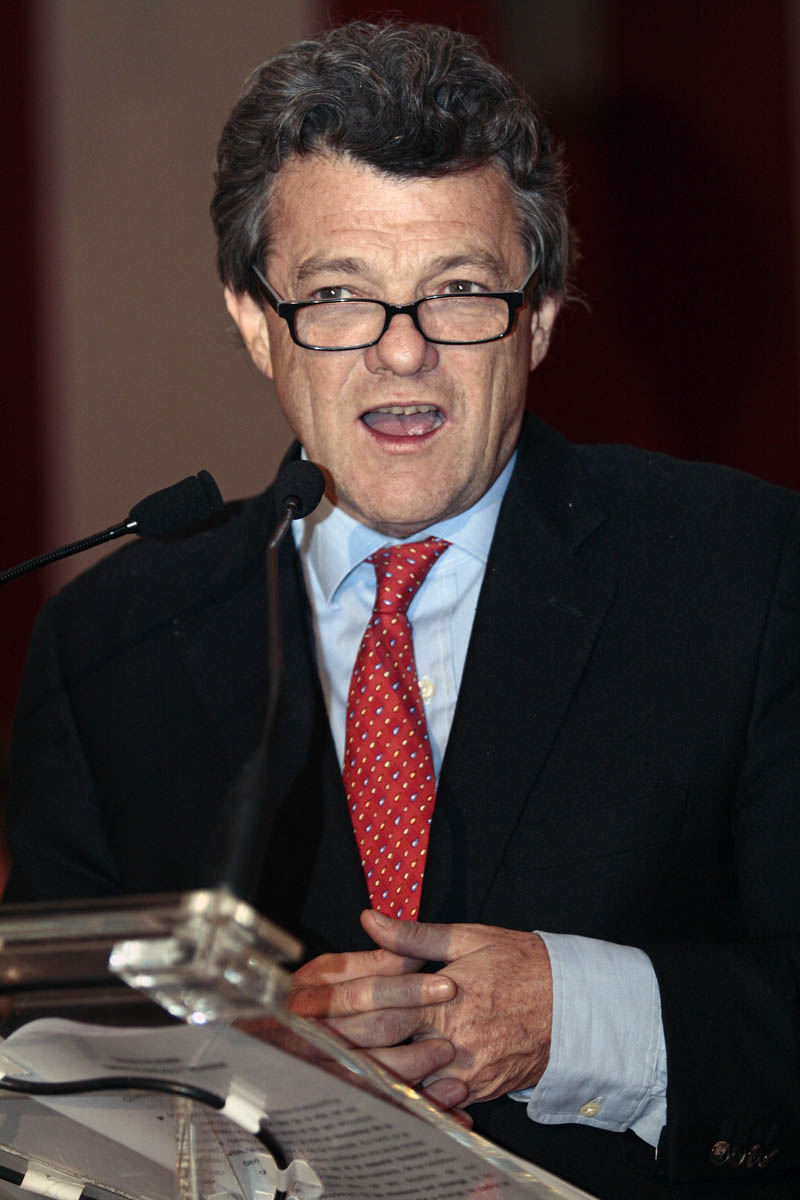
Jean-Louis Borloo en 2007

  - Carol Douglas, chanteur américain.
  - Arnie Robinson, athlète américain, spécialiste du saut en longueur († 1er décembre 2020).
- 1949 : John Oates, musicien américain du duo Hall & Oates.
- 1950 : Francis Pagnon, musicologue français († 11 janvier 1990).
- 1951 :
  - Jean-Louis Borloo, homme politique français.
  - Janis Ian (Janis Eddy Fink dite), chanteuse américaine.
- 1952 : Gilles Valiquette, auteur-compositeur et interprète québécois.
- 1953 : Daniel Varsano, pianiste français († 9 mars 1988).
- 1954 :
  - Jackie Chan (Chan Kong-sang / 陳港生 dit), acteur chinois.
  - Tony Dorsett, joueur américain de football américain.
- 1957 : Yann-Fañch Kemener (Jean-François Quémener dit en breton), chanteur traditionnel et ethnomusicologue breton († 16 mars 2019).
- 1960 : James Douglas, boxeur américain, champion du monde poids lourds
- 1961 :
  - Axel Bauer, chanteur français.
  - Pascal Olmeta, footballeur français.
- 1963 :
  - Denis Barthe, batteur français du groupe Noir Désir.
  - Bernard Lama, footballeur français international champion du monde en 1998, gardien de but puis homme d'affaires en Guyane.
- 1964 : Russell Crowe, acteur néo-zélandais.
- 1966 : Margherita Zalaffi, fleurettiste italienne, championne olympique par équipe.
- 1968 : Duncan Armstrong, nageur australien, champion olympique.
- 1971 :
  - Guillaume Depardieu, acteur français († 13 octobre 2008).
  - Victor Kraatz, patineur artistique canadien.
  - Csaba Horváth, céiste hongrois, champion olympique, treize fois champion du monde.
- 1972 : Timothy Peake, spationaute britannique
- 1973 : 
  - Carole Montillet, skieuse française, championne olympique en 2002.
  - David Bosc, écrivain français.
- 1975 : John Cooper, chanteur et musicien américain.
- 1976 : Djamel Bensalah, réalisateur, scénariste, producteur exécutif et dialoguiste français.
- 1978 : Duncan James, chanteur britannique.
- 1979 :
  - Adrián Beltré, joueur de baseball dominicain.
  - Pascal Dupuis, joueur de hockey sur glace québécois.
  - Kyle Hill, basketteur américain.
- 1981 : Stijn Stijnen, footballeur belge.
- 1983 :
  - Philip Alexander « Phil » Goss Jr., basketteur américain.
  - Franck Ribéry, footballeur français.
  - Eder Silva, joueur de football brésilien.
- 1986 :
  - Napolioni Nalaga, joueur de rugby fidjien.
  - Geoffrey Sauveaux, acteur français.
- 1987 :
  - Martín Cáceres, footballeur uruguayen.Teddy Riner en 2008

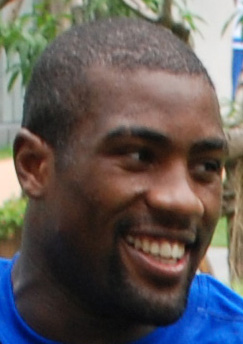
Teddy Riner en 2008

  - Jamar Smith, basketteur américain.
- 1989 : Teddy Riner, judoka français dix fois champion du monde et double champion olympique de judo dans la catégorie des plus de 100 kilos.
- 1990 : 
  - Sorana Cîrstea, joueuse de tennis professionnelle roumaine.
  - Vicky Luengo, actrice espagnole.
  - Bundee Aki, joueur de rugby à XV irlandais, d'origine néo-zélandaise.
- 1992 : Catherine Fournier, femme politique québécoise.
- 1994 : Anthony Bajon, acteur et réalisateur Français.
- 1997 : Houda Eddachraoui, gymnaste artistique marocaine.
- 2000 : Hakima Barhraoui, coureuse cycliste marocaine.
- 2005 : Allie Sherlock, chanteuse irlandaise.

## Décès

### Iersiècle
- Vers 30 (entre 26 et 34 peut-être), selon les datations exégétiques les plus fréquentes : Jésus de Nazareth, guide spirituel juif de Palestine alors occupée par des militaires et gouverneurs romains, considéré par ses disciples comme le fils et Messie, Christ / envoyé de Yahveh / Dieu sur Terre pour sauver l'humanité de ses turpitudes, mis à mort sur une croix de bois dressée verticalement sur une colline jouxtant Jérusalem et dont la résurrection post-mortem avancée par ses adeptes constitue l'une des principales bases des religions chrétiennes voire d'autres et de leurs Églises et clergés (° non pas un 25 décembre mais probablement au printemps aussi v. l'an -6 / 6 avant lui J.-C. (Jésus-Christ) environ, donc à la base du présent calendrier "grégorien" avec des décalages).

### Xesiècle
- 924 : Bérenger Ier de Frioul, roi d'Italie de 888 à 915 et empereur d'Occident de 915 à 924 (° 845).

### XIVesiècle
- 1340 : Georges II, prince de Galicie-Volhynie (° 1308).

### XVesiècle
- 1498 : Charles VIII, roi de France, de 1483 à 1498, et de Naples en 1495 (° 30 juin 1470).

### XVIIesiècle
- 1614 : El Greco (Domenikos Theotocopoulos dit), peintre espagnol d'origine grecque (° 1er octobre 1541).Probable autoportrait du Greco en 1604

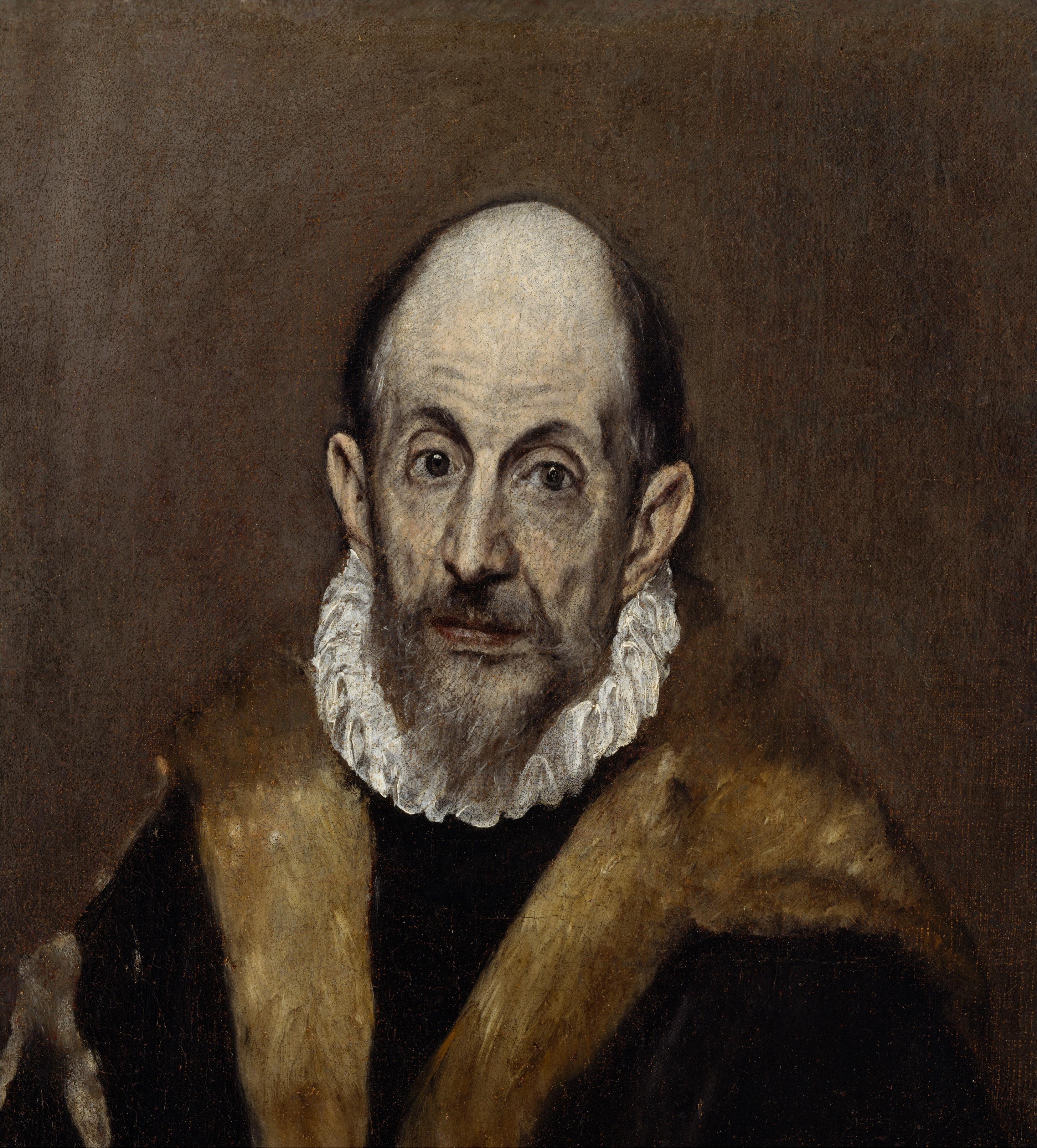
Probable autoportrait du Greco en 1604

- 1651 : Lennart Torstenson, ingénieur militaire suédois (° 17 août 1603).
- 1658 : Juan Eusebio Nieremberg, naturaliste espagnol (° 9 septembre 1595).
- 1668 : William D'Avenant, poète anglais (° 28 février 1606).

### XVIIIesiècle
- 1719 : Jean-Baptiste de La Salle, ecclésiastique et pédagogue français, fondateur des Frères des Écoles chrétiennes (° 30 avril 1651).
- 1739 : Richard Dick Turpin, bandit britannique (° 21 septembre 1706).
- 1761 : Thomas Bayes, mathématicien britannique (° v. 1702).
- 1769 : André Commard de Puylorson, religieux et historien français (° 23 octobre 1710).
- 1783 : Ignaz Holzbauer, compositeur autrichien (° 17 septembre 1711).
- 1789 :
  - Abdülhamid Ier (عبد الحميد اول), sultan ottoman de 1774 à 1789 (° 20 mars 1725).
  - Petrus Camper, biologiste et naturaliste néerlandais (° 11 mai 1722).

### XIXesiècle
- 1801 : Noël-François De Wailly, grammairien et lexicographe français (° 31 juillet 1724).Toussaint Louverture

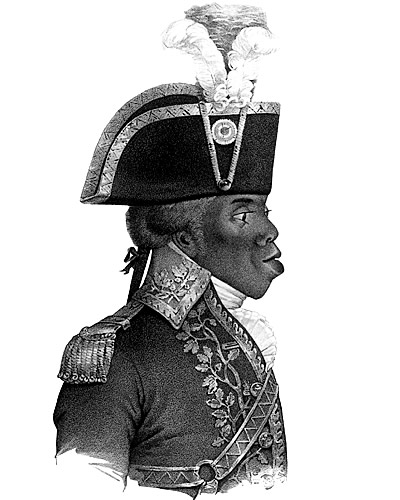
Toussaint Louverture

- 1803 : Toussaint Louverture, héros de la Révolution haïtienne (° 20 mai 1743).
- 1816 : Marie-Louise de Habsbourg-Lorraine-Este, princesse de Modène, impératrice d'Autriche (° 14 décembre 1788).
- 1823 : Jacques Charles, physicien français, inventeur du ballon à gaz (° 12 novembre 1746).
- 1836 : William Godwin, penseur et théoricien britannique (° 3 mars 1756).
- 1845 : Julie Clary, épouse de Joseph Bonaparte († 26 décembre 1771).
- 1858 : Anton Diabelli, compositeur autrichien (° 6 septembre 1781).
- 1868 : Thomas D'Arcy McGee, journaliste et homme politique canadien (° 13 avril 1825).
- 1883 : Lucien Létinois, français célèbre pour sa relation avec Paul Verlaine (° 27 février 1860).
- 1885 : Karl Theodor Ernst von Siebold, zoologiste allemand (° 16 février 1804).
- 1886 : Apollinaire Bouchardat, médecin, pharmacien et hygiéniste français (° 23 juillet 1806).
- 1891 : Phineas Taylor Barnum, homme de spectacles américain, fondateur du cirque Barnum (° 5 juillet 1810).
- 1900 : Ángel Pastor, matador espagnol (° 15 juin 1850).

### XXesiècle
- 1933 : Raymond Paley, mathématicien britannique (° 7 janvier 1907).
- 1938 : Suzanne Valadon, peintre française (° 23 septembre 1865).
- 1939 : Joseph Lyons, homme politique australien, Premier ministre d'Australie de 1932 à 1939 (° 15 septembre 1879).
- 1943 : Alexandre Millerand, homme politique, avocat et journaliste français, président de la République française de 1920 à 1924 (° 10 février 1859).
- 1947 : Henry Ford, constructeur automobile américain (° 30 juillet 1863).Henry Ford

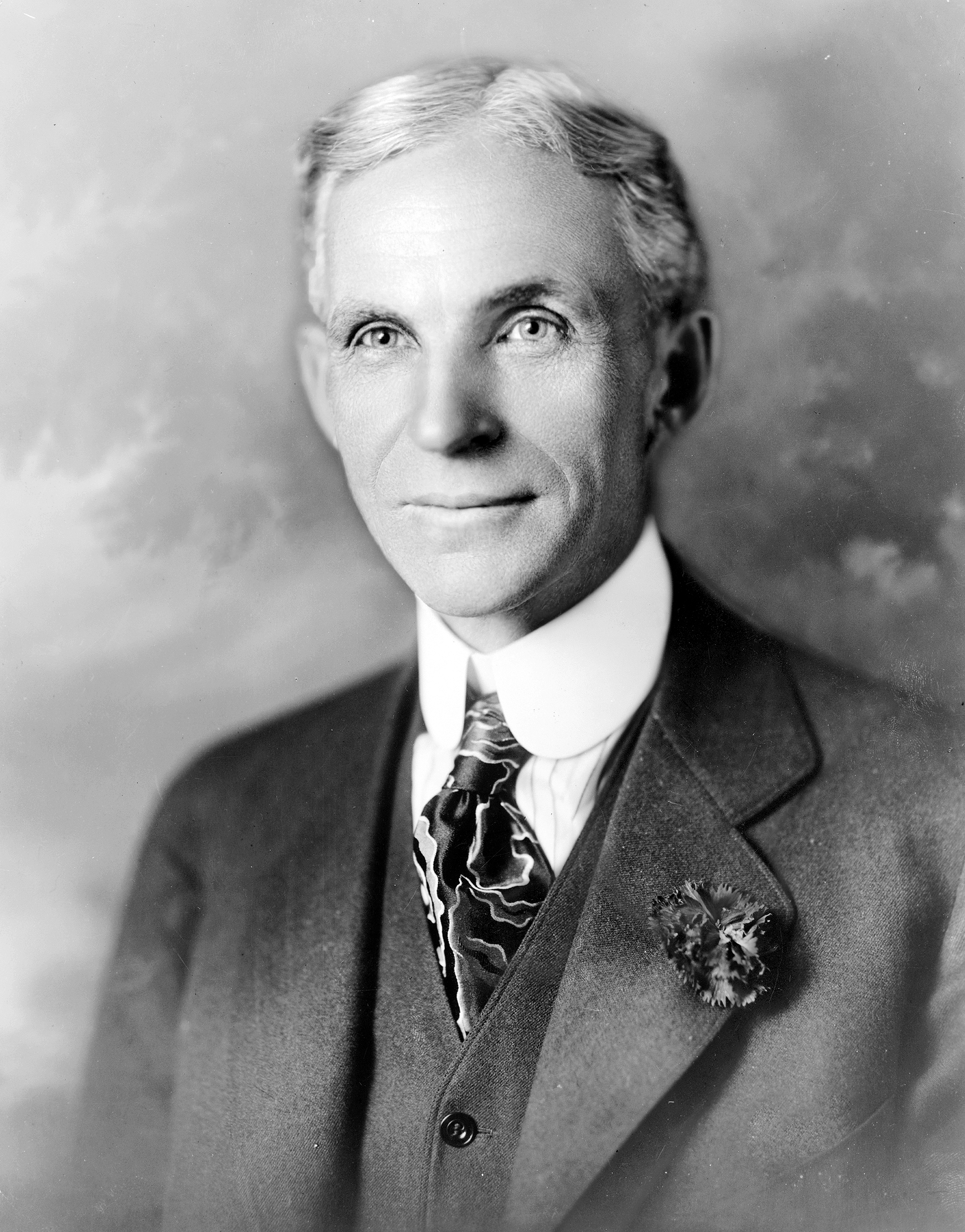
Henry Ford

- 1948 : Samuel Lubin, musicien guyanais (° 19 septembre 1862).
- 1950 : Walter Huston, acteur américain d'origine canadienne (° 6 avril 1884).
- 1955 : Theda Bara (Theodosia Burr Goodman dite), actrice américaine, première « vamp » du cinéma muet (°29 juillet 1885).
- 1960 : Henri Guisan, général suisse (° 21 octobre 1874).
- 1963 : Amedeo Maiuri, archéologue italien (° 7 janvier 1886).
- 1965 : Albert Gutterson, athlète américain, champion olympique en saut en longueur (° 23 août 1887).
- 1967 : Isa Jeynevald, cantatrice française (° 13 janvier 1886).
- 1968 : James « Jim » Clark, Jr., pilote de Formule 1 britannique (° 4 mars 1936).
- 1971 : Charles Pahud de Mortanges, cavalier néerlandais, quadruple champion olympique (° 13 mai 1896).
- 1979 : Marcel Jouhandeau, écrivain français (° 26 juillet 1888).
- 1981 :
  - Christopher Sebastian « Kit » Lambert, producteur musical et gérant britannique mamager du groupe The Who (° 11 mai 1935).
  - Norman Taurog, réalisateur américain (° 23 février 1899).
- 1982 : Harald Ertl, journaliste et pilote automobile autrichien (° 31 août 1948).
- 1986 : 
  - Leonid Kantorovitch (Леонид Витальевич Канторович), économiste russe, « prix Nobel » d'économie 1975 (° 19 janvier 1912).
  - William Homan Thorpe, zoologiste britannique (° 1er avril 1902).
- 1987 : Ali André Mécili, personnalité de l'opposition algérienne et avocat parisien, assassiné (° 1940).
- 1992 : Irvine Wallace « Ace » Bailey, joueur de hockey sur glace canadien (° 3 juillet 1903).
- 1994 :
  - Agathe Uwilingiyimana, femme politique rwandaise, Première ministre du Rwanda de 1993 à 1994 (° 23 mai 1953).
  - François de Grossouvre, industriel français et conseiller de François Mitterrand (° 29 mars 1918).
- 1996 : Georges Géret, acteur français (° 18 octobre 1924).
- 1997 : Gueorgui Chonine, cosmonaute soviétique puis russe (° 3 août 1935).
- 1998 :
  - Nick Auf der Maur, journaliste et homme politique canadien (° 10 avril 1942).
  - Jos De Saeger, homme politique belge (° 3 août 1911).
  - Yves Mourousi, journaliste français (° 20 juillet 1942).
  - Alex Schomburg, illustrateur américain (° 10 mai 1905).
  - Patrice Thierry, poète et éditeur français (° 28 mars 1952).
  - Carlos Vega, batteur américain († 7 décembre 1956).
- 1999 : Heinz Lehmann, psychiatre canadien (° 17 juillet 1911).
- 2000 :
  - Broery (Simon Dominggus Pesulima dit), chanteur indonésien (° 25 juin 1948).
  - Moacir Barbosa Nascimento, footballeur brésilien (° 27 mars 1921).

### XXIesiècle
- 2001 :
  - David Graf, acteur américain (° 16 avril 1950).
  - Beatrice Straight, actrice américaine (° 2 août 1914).
- 2002 :
  - John Agar, acteur américain (° 31 janvier 1921).
  - Georges Van Coningsloo, cycliste sur route belge (° 27 octobre 1940).
  - Conny Vandenbos, chanteuse néerlandaise (° 16 janvier 1937).
- 2003 :
  - Cécile de Brunhoff, écrivaine et pianiste française (° 16 octobre 1903).
  - David Greene, réalisateur, scénariste, producteur et acteur britannique (° 22 février 1921).
  - Jutta Hipp, pianiste de jazz allemande (° 4 février 1925).
  - Maurice Kouandété, homme politique béninois (°22 septembre 1932).
- 2004 : Victor Argo, acteur américain (° 5 novembre 1934).
- 2005 :
  - Cliff Allison, pilote automobile britannique (° 8 février 1932).
  - John Carter Bacot, banquier et homme d'affaires américain (° 7 février 1933).
  - Grigóris Bithikótsis, chanteur grec (° 11 décembre 1922).
  - Charles Kuentz, militaire allemand puis français (° 18 février 1897).
  - Yvonne Vera, écrivaine zimbabwéenne (° 19 septembre 1964).
- 2009 :
  - David « Dave » Arneson, créateur américain du jeu de rôle Donjons et Dragons (°30 septembre 1947).
  - Alfred A. Häsler, journaliste et écrivain suisse (° 19 mars 1921).
- 2010 : George Nissen, inventeur américain du trampoline moderne (° 1er février 1914).
- 2011 : Pierre Gauvreau, peintre, producteur, réalisateur et auteur québécois (° 23 août 1922).
- 2012 : 
  - Omer Šipraga, homme politique bosnien (° 7 janvier 1926).
  - Myron Leon « Mike » Wallace, journaliste, animateur et acteur américain (° 9 mai 1918).
- 2014 : Peaches Geldof, mannequin et journaliste britannique (° 13 mars 1989).
- 2015 : Jean Germain, homme politique français, sénateur en fonction et maire de Tours de 1995 à 2014 (° 11 septembre 1947).
- 2016 : Marcel Dubé, dramaturge canadien (° 3 janvier 1930).
- 2017 : Timothy Peter « Tim » Pigott-Smith, acteur britannique (° 13 mai 1946).
- 2018 :
  - Francisco D'Alessandri, cavalier argentin de dressage (° 21 juin 1930).
  - Peter Grünberg, physicien allemand, prix Nobel de physique en 2007 (° 18 mai 1939).
  - Ángel Peralta, rejoneador espagnol (° 18 mars 1926).
- 2019 : Mya-Lecia Naylor, actrice, chanteuse et mannequin britannique (° 6 novembre 2002).
- 2020 : 
  - Christian Bonnet, homme politique français, ministre de l'Intérieur (° 14 juin 1921)
  - Jean-Laurent Cochet, metteur en scène, comédien et professeur français d'art dramatique principalement au théâtre (° 28 janvier 1935).
  - Claire Deluca, actrice et comédienne française (° 5 juin 1933)
- 2021 : 
  - Viktor Kurentsov, haltérophile soviétique, champion olympique (° 5 avril 1941).
  - Théophile Sowié, acteur burkinabé.
- 2022 : 
  - Ludwik Dorn, homme politique polonais (° 5 juin 1954).
  - Fujiko Fujio A, auteur de mangas japonais (° 10 mars 1934).
- 2024 :
  - Adejumoke Aderounmu, actrice nigériane (° 26 mars 1984).
  - Michael Boder, chef d'orchestre allemand (° 9 novembre 1958).
  - Marcel André Boisard, universitaire suisse (° 14 juillet 1939).
  - Walid Daqqa, résistant, journaliste d'opinion et écrivain palestinien (° 18 juillet 1961).
  - John Allen Fraser, homme politique canadien († 15 décembre 1931).
  - Gérard Gaudron, géologue français (° 26 mai 1949).
  - Clarence « Frogman » Henry, chanteur de rhythm and blues américain (° 19 mars 1937).
  - Joe Kinnear, footballeur puis entraîneur irlandais († 27 décembre 1946).
  - Rickey Parkey, boxeur américain (° 7 novembre 1956).
  - Dominique Ponnau, historien de l'art français (° 24 juin 1937)
- 2025 :
  - Essy Amara, homme politique et diplomate ivoirien († 20 décembre 1944).
  - Edward Belfort, homme politique surinamien († 1965).

## Célébrations

### Internationale
- Journée mondiale de la santé[5] marquée par 191 États membres de l'Organisation mondiale de la santé (OMS).
- Journée internationale du castor.

### Nationales
- Rwanda : journée commémorative du génocide du printemps 1994.
- États-Unis :
  - no housework day[6] (« journée sans travaux ménagers ») ;
  - National coffee cake day[7] (« journée du gâteau au café »).

### Religieuses
- Bahaïsme : dix-huitième jour du mois de la splendeur, bahá' / بهاء, dans le calendrier badí‘.
- Fête de l'Annonciation chez les chrétiens coptes en Égypte et leurs diasporas (voir aussi 25 mars catholique, outre les considérations exégétiques développées ci-avant).

### Saints chrétiens

#### Saints catholiques et orthodoxes du jour
Référencés ci-après in fine, :
- Calliope († 304), martyr à Pompeiopolis en Cilicie.
- Clotaire († 800), moine et thaumaturge à Vitry-en-Perthois en Champagne.
- Georges de Mytilène († 821), évêque de Mytilène, exilé par Léon III l'Isaurien.
- Gibert de Luxeuil († 888), abbé martyr du monastère de Luxeuil.
- Goran († ?), prêtre et ermite à Bodmin en Cornouailles.
- Hégésippe de Jérusalem († 180), auteur d'une histoire de l'Église.
- Rufin († 310), Aquilina et leurs compagnons, martyrs à Sinop(e).
- Saturnin de Vérone († IVe siècle), 5e évêque de Vérone.
- Théodore, Irénée, Sérapion et Ammonius († 310), martyrs en Afrique du Nord.

#### Saints et bienheureux catholiques du jour
Référencés ci-après, toujours :
- Aybert († 1140), ermite puis moine à l'abbaye de Crespin.
- Edouard Oldcorne (en) († 1606) bienheureux prêtre et Ralph Ashley, bienheureux jésuite, martyrs à Worcester.
- Henry/Henri Walpole († 1595), jésuite et Alexandre Rawlins, prêtre, martyrs à York.
- Hermann Joseph († 1241), religieux prémontré allemand de l'abbaye de Steinfeld.
- Jean-Baptiste de La Salle (° 1651 - † 1719 ci-dessus), fondateur des frères des Écoles chrétiennes.
- Josaphata (Micheline) Hordashevska († 1919), bienheureux religieuse polonaise fondatrice des servantes de Marie Immaculée.
- Maria Assunta Pallotta († 1905), bienheureuse religieuse italienne franciscaine missionnaire de Marie en Chine.
- Pierre Nguyên Van Luu († 1861), prêtre et martyr en Cochinchine.
- Ursuline de Parme (ca) († 1410), bienheureuse oblate bénédictine qui demanda aux antipapes de faire cesser le grand schisme d'Occident.

#### Saints orthodoxes(aux dates parfois"juliennes"/ orientales)
Référencés plus bas, si besoin, outre les saints œcuméniques voire pré-schismatiques ci-avant...
- Daniel de Pereslav († 1540), moine.
- Sabas de Kalymnos († 1948), moine.

### Prénoms du jour
Bonne fête aux Jean-Baptiste (comme les 24 juin bien qu'en référence au saint à la vie plus récente susmentionné).
Et aussi aux :
- Brenac'h,
- Calliope,
- Chrétien et sa forme féminine Chrétienne (voir aussi les Christian(e) les 12 novembre ; Christine ; Christophe les 21 septembre) ;
- aux Clotaire,
- Goran,
- Hégésippe.

## Traditions et superstitions

### Dictons
- « Au sept avril, après le coucou, c’est le rossignol qui chante. »[10]
- « Au sept avril, le rossignol est mort ou en vie. »[11]
- « Saint Jean-Baptiste ensoleillée, bon grain au grenier. »

### Astrologie
- Signe du zodiaque : 18e jour du signe astrologique du Bélier.